# Serafon
Serafon is een bestuurslaag in het regentschap Simeulue van de provincie Atjeh, Indonesië. Serafon telt 327 inwoners (volkstelling 2010).